# تپه شیخ
تپه شیخ مربوط به دوران‌های تاریخی پس از اسلام است و در شهرستان مشگین‌شهر، بخش ارشق، روستای کنده واقع شده و این اثر در تاریخ ۱۲ بهمن ۱۳۸۱ با شمارهٔ ثبت ۷۳۹۲ به‌عنوان یکی از آثار ملی ایران به ثبت رسیده است.